# Marija Vojnić
Marija Vojnić (rođ. Marija Beneš) (Tavankut, 8. kolovoza 1948.) je naivna umjetnica u tehnici slame i slikarica (tehnike ulje i akvarel). Rodom je bačka Hrvatica. Po struci je dizajnerica.

## Životopis
Rodila se je u Tavankutu 1948. godine. Motivi njenih djela su svakodnevni seoski
život, smireni krajbrazi. Služi se živim bojama.likarstvo koje krase motivi
Za slikarstvo se zanima još od osnovne škole. Srednju školu je pohađala u školi Primijenjenih umjetnosti u Novom Sadu koju je završila 1968. godine. Zaposlila se u Subotici kao grafička dizajnerica u poduzeću Dekor.
Učlanila se u Likovnu koloniju Grupe Šestorice tavankutskog KUD-a Matija Gubec 1962. zajedno s Pištikom Pfeiffer i Tezom Milodanović 
Nadahnuće za djela nalazila je u tradiciji bunjevačkih Hrvata, gdje se plelo slamu u svezi s žetvenom svečanošću Dužijancom (Dožejancom).
U početku je slikala u tehnici ulja i akvarelom.
Nadahnuće za djela nalazila je u tradiciji bunjevačkih Hrvata, gdje se plelo slamu u svezi s žetvenom svečanošću Dužijancom (Dožejancom).
Budući da je Likovna kolonija veliku pozornost davala kvalitetnom radu s mladima, to je polučilo rezultatom da su učenici upisivali Školu primijenjenih umjetnosti u Novom Sadu, Likovne akademije u Zagrebu i Beogradu ili studirali povijest umjetnosti; Mara Beneš je diplomirala na Školi primijenjenih umjetnosti u Novom Sadu.
U međuvremenu se udala i preuzela prezime Vojnić.
Članicom kolonije je bila do 1972., godine kad su bile velike čistke nakon hrvatskog proljeća, kad je brojnim uglednim članovima (kao što su Stipan Šabić, Marko Vuković, Pero Skenderović, Naco Zelić, Ivan Balažević...) onemogućen rad u Društvu. Unatoč tome, djela joj se i izlagalo i poslije toga na izložbama Likovne kolonije. No, isto vrijeme je došlo do promjena u radu KUD-a. Rad Likovne sekcije zastaje, a u izložbama nakon toga, izlažu se samo djela nastala poslije 1972. godine i to samo slikarica koje su radile u tehnici slame, dok su vrsne naivne slikarice bile zapostavljene, iako su djela tih članica KUD-a Matija Gubec (kao što su Marija Vojnić, Jela Cvijanov, Cilika Dulić Kasiba, Marga Stipić, Nina Poljaković i ost.) bile cijenjene u naivnom slikarstvu SFRJ; pretpostavlja se da su se Marga Stipić i Marija Vojnić zbog toga prebacile u potpunosti na slamarsku tehniku.
Nakon stanke poslije 1972., slikarstvu se vratila 1988. godine, otkad počinje stvarati slike u tehnici slame. Motivi koje slika su karakteristični za subotičko, ravničarsko podneblje, a raspon je raznolik, od ljudi u nošnjama, prizora vezanih uz ris, polja i salaša, cvijeća i suncokreta do konja.
Bila je pripadnica skupine slikarica-slamarki koje su se 1980-ih aktivirale nakon dugogodišnjeg zamiranja aktivnosti Likovne sekcije; Marija se reaktivirala 1988. godine. Osim nje, od obnoviteljica su bile i Anica Balažević, Matija Dulić, Marija Ivković Ivandekić, Rozalija Sarić, Kata Rogić, Marga Stipić i dr. Vremenom su im se pridružile i nove umjetnice. Godine 1986. je Likovna sekcija prerasla u Koloniju naive u tehnici slame. Sazivi tih kolonija su dodatno afirmirali Margu Stipić, Katu Rogić, Mariju Ivković Ivandekić, Rozaliju Sarić te već prije poznate kolegice, ali i nove članice kolonije.
Izlagala je na 67 izložba, među prvima je bila u Subotici 1971., a prvu samostalnu je imala 1972. u Subotici.

## Vanjske poveznice
- HKPD Matija Gubec Tavankut  Arhivirana inačica izvorne stranice od 13. ožujka 2016. (Wayback Machine) Stranice posvećene prijašnjim članicama Likovne kolonije
- HKPD Matija Gubec Tavankut  Arhivirana inačica izvorne stranice od 4. veljače 2014. (Wayback Machine) Sudionici Šestog susreta Prve Jugoslavenske kolonije slamarki, Tavakut, 1991.
- [neaktivna poveznica] S otvorenja izložbe slamarki u Zagrebu 1988. (Marija Vojnić, Anđelka Kos Tušek, Rozalija Sarić, Branka Doljanski i Jozefa Skenderović)
- HKPD Matija Gubec Tavankut  Arhivirana inačica izvorne stranice od 4. veljače 2014. (Wayback Machine) Otvorenje izložbe slamarki iz Tavankuta, Budimpešta, 1996.
- HKPD Matija Gubec Tavankut  Arhivirana inačica izvorne stranice od 4. veljače 2014. (Wayback Machine) Slika Marije Vojnić: "Vitrenjača", slama, 1988.